# Домзил
Домзил (њем. Domsühl) општина је у њемачкој савезној држави Мекленбург-Западна Померанија. Једно је од 76 општинских средишта округа Пархим. Према процјени из 2010. у општини је живјело 1.103 становника. Посједује регионалну шифру (AGS) 13060016.

## Географски и демографски подаци
Домзил се налази у савезној држави Мекленбург-Западна Померанија у округу Пархим. Општина се налази на надморској висини од 63 метра. Површина општине износи 29,0 km². У самом мјесту је, према процјени из 2010. године, живјело 1.103 становника. Просјечна густина становништва износи 38 становника/km².